# Johann Georg Banschbach
Johann Georg Banschbach (* 30. Mai 1853 in Oberschefflenz, heute Gemeinde Schefflenz; † 21. Dezember 1927 in Mosbach) war Mühlenbesitzer, Privatmann und Abgeordneter der zweiten Kammer der Badischen Ständeversammlung.

## Leben
Nach dem Besuch der Volksschule erlernte Banschbach den Beruf des Müllers. Von 1876 bis 1877 besuchte er drei Semester lang die Baugewerk-Schule Holzminden-Braunschweig (Ausbildung von Bauhandwerkern im 19. Jahrhundert), danach war er Müllermeister in Auerbach, heute Gemeinde Elztal, ab 1909 Privatmann in Mosbach.

## Politik
Banschbach gehörte von 1905 bis 1918 als Mitglied der Konservativen Partei der zweiten Kammer der Badischen Ständeversammlung an. Er war Fraktionsführer seiner Partei und seit den parlamentarischen Sitzungsperioden 1905/06 bis 1911/12 Mitglied der Eisenbahn- und Straßenkommission, ab den Sitzungsperioden 1913/14 bis 1917/18 auch Mitglied der Wahlprüfungs- und der Budgetkommission. Außerdem gehörte er seit der Sitzungsperiode 1913/14 dem Vertrauensmännerausschuss des Parlaments an. 

## Wirken
Johann Georg Banschbach entstammte einer bürgerlichen Familie. Er setzte sich für die sittliche und moralische Erziehung der Schüler ein, und deshalb forderte er die Beibehaltung des Religionsunterrichts im Fächerkanon der Schule. Er unterstützte den Ausbau der "Heil- und Pflegeanstalten" in Mosbach und Schwarzach. Ferner trat er für den Aufbau von Eisenbahnlinien im badischen Hinterland ein, so z. B. für die Bahnlinie von Oberschefflenz nach Billigheim, die schließlich gebaut wurde, während andere von Banschbach geforderten Eisenbahnstrecken nicht zustande kamen. Da mehrere Eisenbahnstrecken im Osten Badens nicht verwirklicht wurden, verlangte Banschbach für den aufkommenden Kraftverkehr den Aufbau von befestigten Landstraßen. 